# تورپال بیسلطانوف
تورپال بیسلطانوف (به روسی: Турпал Бисултанов، آوانگاری: زادهٔ ۱۴ اکتبر ۲۰۰۱) یک کشتی‌گیر فرنگی‌کار اهل کشور دانمارک است.
از افتخارات وی می‌توان به کسب مدال نقره قهرمانی کشتی جهان ۲۰۲۲ و مدال برنز بازی‌های المپیک ۲۰۲۴ پاریس اشاره کرد.

## فعالیت حرفه‌ای

### قهرمانی کشتی جهان ۲۰۲۲
بیسلطانوف در وزن ۸۷ کیلوگرم کشتی فرنگی قهرمانی کشتی جهان ۲۰۲۲ بلگراد شرکت کرد، او در این مسابقات بارتلمی شوشا از جمهوری دموکراتیک کنگو، ناصر علیزاده از ایران و علی چنگیز از ترکیه را شکست داد و به فینال رسید. وی در دیدار نهایی به زوراب داتوناشویلی از صربستان باخت و به مدال نقره رسید.

### المپیک ۲۰۲۴ پاریس
بیسلطانوف در وزن ۸۷ کیلوگرم کشتی فرنگی المپیک ۲۰۲۴ پاریس حاضر بود که در کشتی اول به سمن نوویکوف از بلغارستان باخت و با توجه به حضور این کشتی‌گیر در فینال، به دیدار شانس مجدد رفت. او در مرحله شانس مجدد لاشا گوبادزه از گرجستان را شکست داد و به دیدار رده‌بندی رسید. وی در این دیدار داوید لوسونچی از مجارستان را شکست داد و مدال برنز را بدست آورد.